# Roland Gift
Roland Lee Gift (Birmingham, 28 mei 1961) is een Brits zanger, muzikant en acteur. Hij is de voormalige leadzanger van de band Fine Young Cannibals.

## Biografie
Gift is de zoon van een zwarte vader en een blanke moeder; hij heeft twee zussen en een broer. Gift verhuisde op 11-jarige leeftijd naar Hull, waar zijn moeder Pauline meerdere tweedehandskledingwinkels had.
Zijn eerste opname was met de ska band Akrylykz, de tweede release van het plaatselijke label Red Rhino York Records.
Hoewel deze plaat geen succes was, trok hij de belangstelling van Andy Cox en David Steele, die hem, nadat hun oude band The Beat gestopt was, rond 1985 vroegen als zanger voor hun nieuwe band Fine Young Cannibals.
Met deze band scoorde Gift hits als Johnny Come Home, de Elvis Presley-cover Suspicious Minds, Good Thing en vooral She Drives Me Crazy.
Ondertussen had Gift ook een acteercarrière opgebouwd; zo was hij onder andere te zien in de film Sammy and Rosie Get Laid en de Canadees/Franse televisieserie Highlander. 
Na het verzamelalbum The Finest uit 1996 ging Gift solo verder; begin jaren 00 verwierf hij de rechten op de groepsnaam Fine Young Cannibals.
In de jaren 10 nam Gift het nummer The Prisoner op voor een filmsoundtrack en was hij gastzanger bij de oudejaarsshow van Jools Holland. Ook verleende hij zijn medewerking aan een van de tribute-albums van het ska-/reggae-georiënteerde Specialized-project.
- Biblioteca Nacional de España: XX1567209
- Gemeinsame Normdatei: 106225936X
- International Standard Name Identifier: 0000 0000 6636 4879
- Library of Congress Control Number: no2002030470
- MusicBrainz: 8c110d0c-17a5-4192-83eb-e6e9ad446765
- Virtual International Authority File: 34121700
- WorldCat: E39PBJqk99CcbW4fFkDVrcbWXd